# Ramos (Tarlac)
Ramos é um município de  quinta classe de renda municipal (d) na província Tarlac, nas Filipinas. De acordo com o censo de 1 de maio  de  2020 possui uma população de 22 879 pessoas e 5 514 domicílios.